# 李琦 (明朝进士)
李琦（1535年—？），字伯玉，號澂川，光祿寺廚籍，直隸常州府江陰縣人，明朝政治人物。

## 生平
嘉靖三十七年（1558年）戊午科順天府鄉試第八十名舉人。嘉靖三十八年（1559年）聯捷己未科會試第二百八十六名，三甲第一百五十五名進士。历官户部署郎中，隆慶三年（1569年）七月升通政司右參議，四年十二月进左參議，六年七月升右通政，萬曆三年（1575年）二月考察自陳，降一级调外任。八年（1580年）正月降補湖廣布政司右參議，九年七月升陕西副使，十二年八月升本省右参政，十五年八月升湖广按察使、下江防道兵备，後降山西布政司参政，二十一年七月被吏科都给事中许弘纲弹劾，令致仕。

## 家族
曾祖李昂；祖父李安，壽官；父李錄，典膳，封中宪大夫通政司右通政。母王氏。具庆下。弟珍、𤥻。子李勝之，萬曆庚子舉人。